# Mohamed Koffi
Mohamed Koffi, né le 30 décembre 1986 à Abidjan (Côte d'Ivoire), est un footballeur international burkinabé. Il joue au poste de défenseur central à l'U.F.M. Football.

## Biographie
Il commence à jouer au football professionnel en 2005 avec l'Olympique de Marseille B. Il est ensuite transféré au Petrojet FC en Égypte.

## Palmarès

### En club
Zamalek SC
- Championnat d'Égypte (1) :
  - Champion : 2014-15.

- Coupe d'Égypte (2) :
  - Vainqueur : 2014-15 et 2015-16.

### En sélection
Équipe du Burkina Faso
- Coupe d'Afrique des nations :
  - Finaliste : 2013